# Anna Bojarska

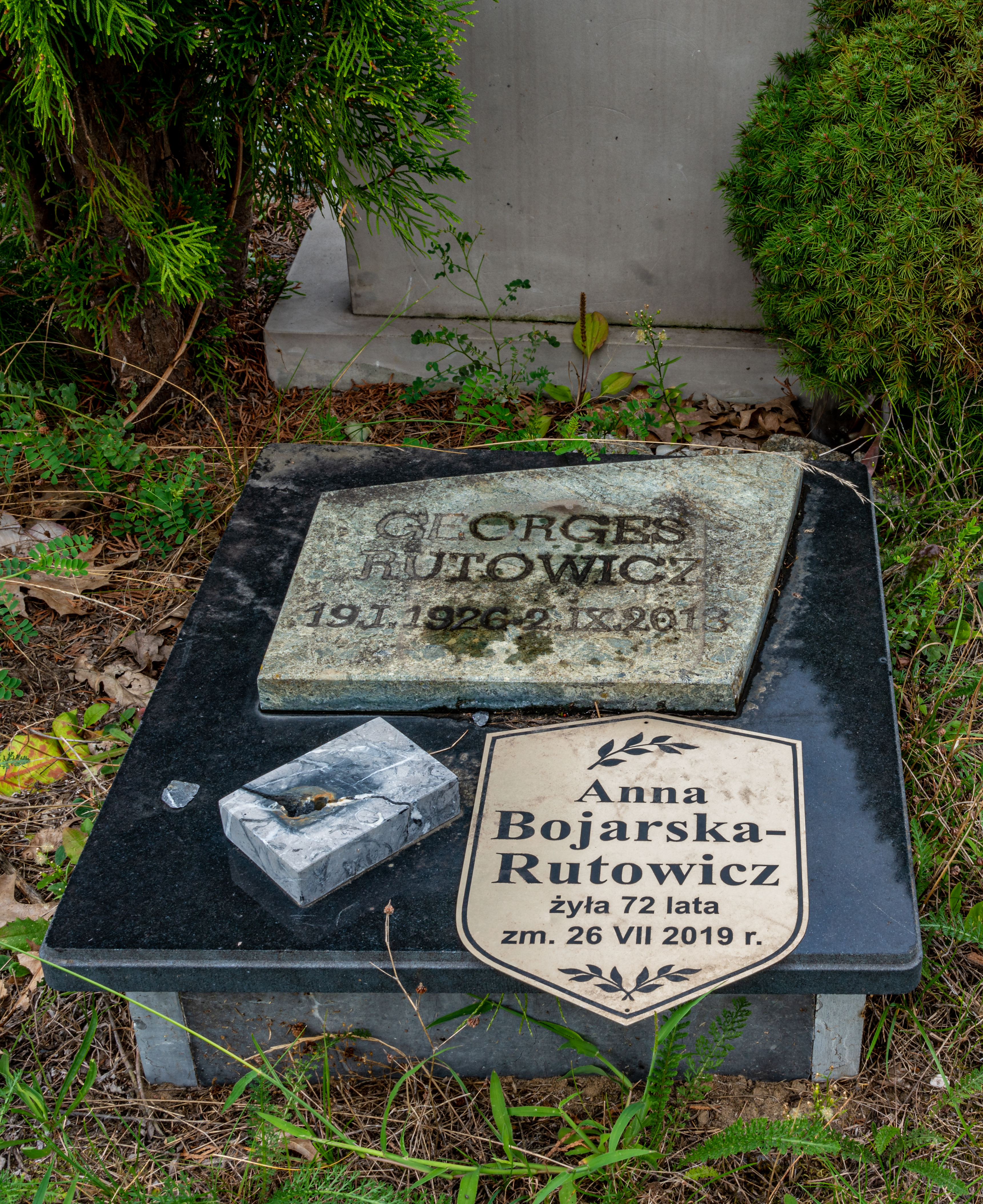
Grób Anny Bojarskiej na cmentarzu Komunalnym Północnym w Warszawie

Anna Bojarska-Rutowicz, ps. Juliusz Nemo (ur. 1 października 1946 w Warszawie, zm. 26 lipca 2019 tamże) – polska pisarka, eseistka, autorka sztuk scenicznych i scenarzystka filmowa. Mieszkała w Paryżu.

## Życiorys
Ukończyła studia na Wydziale Filozofii Uniwersytetu Warszawskiego (praca magisterska z filozofii Pascala pod kierunkiem prof. Leszka Kołakowskiego) oraz Studium Dziennikarskie UW. W latach 1970–1975 była pracownikiem naukowym Instytutu Badań Współczesnych Problemów Kapitalizmu, jednocześnie pisząc pracę doktorską na temat teorii konwergencji (praca ukończona, lecz autorka nie przystąpiła do obrony).
Debiutowała w 1968 r. na łamach prasy jako felietonistka. Od tamtej pory była związana z wieloma tytułami prasowymi, między innymi z Gazetą Wyborczą, Polityką, Nowymi Książkami, Przeglądem Tygodniowym, Twoim Stylem.
Była autorką kilkudziesięciu książek i laureatką wielu nagród, między innymi międzynarodowej nagrody pokojowej im. Maksymiliana Kolbego-Reinholda Schneidera (1976), podziemnej nagrody Komitetu Kultury Niezależnej dla najlepszego eseisty, Nagrody im. Andrzeja Kijowskiego (1988), kilkukrotną laureatką nagrody „Książka Miesiąca” Warszawskiego Klubu Księgarza.
Była siostrą Marii Bojarskiej i matką Maksa Bojarskiego, działacza lewicowego (m.in. wiceprezesa Unii Lewicy), związanego ze środowiskami antyklerykalnymi.
Została pochowana na cmentarzu komunalnym na Wólce Węglowej (Kwatera: S-X-4, Rząd: 17, Grób: 3).

## Twórczość

### Opowiadania
- Stulecie obłoków (opowiadanie, 1970)
- Pięć śmierci (szkice, 1990), ISBN 83-8519-902-0.

### Powieści
- Lakier (1979), ISBN 83-08-00006-1.
- Ja (1984), ISBN 83-08-01135-7.
- Agitka (wydana w „drugim obiegu” 1987), ISBN 83-7001-344-9 (wyd. z 1990)
- Madonna Pekaesów, czyli wyznania czytelnika-samicy (1988), ISBN 83-08-01888-2[5]
- Chluba lunaparku (1988), ISBN 83-08-02116-6.
- Modrzejewska: opowieść filmowa (1990), ISBN 83-2120-571-2.
- Biedny Oscar, czyli Dwa razy o miłości (1992), ISBN 83-7066-462-8.
- Czego nauczył mnie August (1995), ISBN 83-7043-028-7.
- List otwarty do królowej Wiktorii (2001), ISBN 83-8822-172-8.
- Bóg pali cygara (2004), ISBN 83-7414-040-2.
- Kozzmoss! (2004), ISBN 83-8964-018-X.

### Pisma polityczne i ekonomiczne
- Stefan Żeromski, Pisma polityczne. Wybór, opracowanie, wstęp i posłowie (1988), (Wydawnictwo Polonia, Londyn)
- Zastrzelony jadłospis, czyli trochę mitologii polskiej (2004), ISBN 83-8964-017-1.
- Biznesmen idzie do raju (2004), ISBN 83-1109-905-7.

### Biografie i wspomnienia
- Śmierć „Ognia” (biografia Józefa Kurasia „Ognia”, wydana pod pseudonimem Juliusz Nemo, 1984)
- Modrzejewska – opowieść filmowa (1990), ISBN 83-212-0571-2.
- Siostry B (wspomnienia, wspólnie z Marią Bojarską, 1995), ISBN 83-7163-021-2.
- Urban (sui generis biografia Jerzego Urbana, 1998), ISBN 83-7066-699-X, ISBN 978-83-7066-699-6 (brak w BN?)

### Sztuki teatralne
- Lekcja polskiego (reżyseria Andrzeja Wajdy, w roli głównej Tadeusz Łomnicki, 1988, kolejne realizacje teatralne 1994, 2000, 2013, 2016, 2017)
- Meeting (kolejne realizacje teatralne 1992, 1994, 2009)

### Scenariusze seriali telewizyjnych
- Modrzejewska (reżyseria Jan Łomnicki, w roli głównej Krystyna Janda, 1990)
- Męskie-żeńskie (reżyseria Krystyna Janda, w roli głównej Maria Seweryn, 2003-2004)